# Aneflomorpha giesberti
Aneflomorpha giesberti là một loài bọ cánh cứng trong họ Cerambycidae.